# مایک هیلوود
استنلی مایکل بِیلی هِیلوود (انگلیسی: Stanley Michael Bailey Hailwood؛ زادهٔ ۲ آوریل ۱۹۴۰ در گریت میلتون، آکسفوردشر، درگذشتهٔ ۲۳ مارس ۱۹۸۱ در واریک‌شر) رانندهٔ مسابقات اتومبیل‌رانی اهل بریتانیا بود که از فصل ۱۹۶۳ تا ۱۹۶۵، و دوباره در فصل‌های ۱۹۷۱ و ۱۹۷۴ در مجموع در پنجاه گراند پری از مسابقات جهانی فرمول یک شرکت کرد.
هیلوود در طول دوران فعالیت خود در فرمول یک در ۱ مسابقه موفق شد سریع‌ترین زمان طی یک دور پیست را به نام خود ثبت کند. او در این مسابقات ۲ بار بر روی سکو رفت و ۲۹ امتیاز را به نام خود به‌ثبت رساند.
هیلوود در ۲۳ مارس ۱۹۸۱ بر اثر تصادف جاده‌ای با یک کامیون در واریک‌شر درگذشت. در این حادثه، پسر ۹ سالهٔ او هم کشته شد.